# Humana
Humana Inc. er en amerikansk sundheds- og forsikringskoncern. Det er blandt de største i USA indenfor sundhedsforsikring.
I 1961 oprettede Lawyers David A. Jones Sr. og Wendell Cherry et plejehjems-selskab. I 1968 var Extendicare Inc. blevet den største plejehjemskoncern i USA.